# Фиджи (деревня)
Фиджи (араб. فيجي‎) — деревня в провинции Медина на западе Саудовской Аравии. Население деревни составляет 66 человек. Населённый пункт расположен в гористой местности.